# Hôtel Cujas

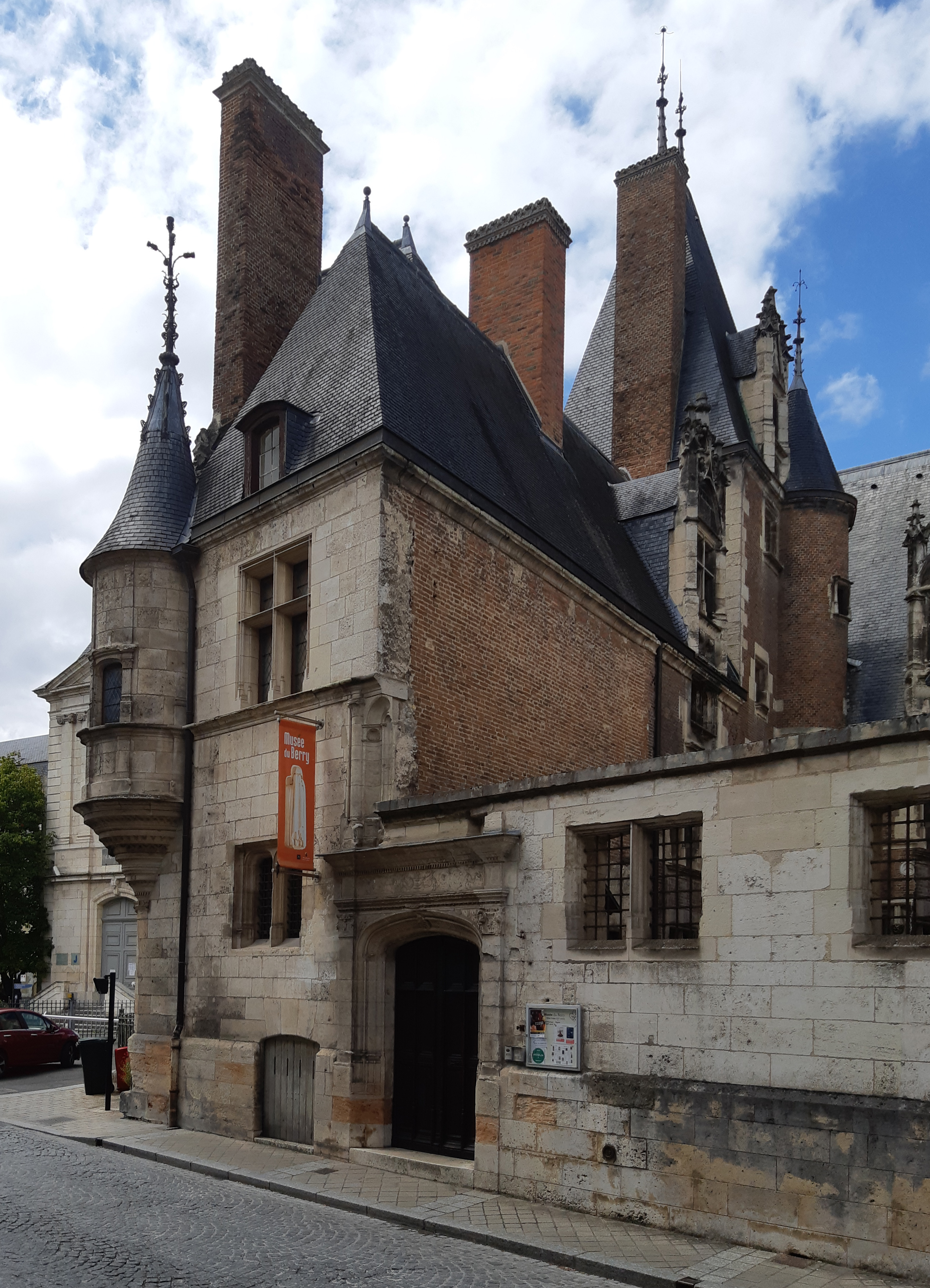
Hôtel Cujas, 2020

Das Hôtel Cujas ist ein Stadtpalais in der mittelfranzösischen Stadt Bourges. Namensgebend ist der Jurist Jacques Cujas, der es erwarb und während seines Aufenthalts in Bourges bewohnte. Seit 1878 beherbergt es das Musée de Berry und enthält archäologische und mittelalterliche Sammlungen sowie Gemälde des 15. bis 19. Jahrhunderts. Wertvolle Alabasterstatuen aus dem 15. Jahrhundert, darunter die des Jean de Valois, Herzog der Provinz Berry, vervollständigen die Museumsartefakte.

## Bauwerk
Das atypische Gebäude, das zwischen 1508 und 1515 errichtet wurde, steht sowohl im Grundriss als auch in der Wahl der Baumaterialien in der Tradition der Gotik, doch Details wie Medaillons, Dachgauben und Eingangstür verweisen bereits auf die Französische Renaissance. Es liegt an der Rue des Arènes 2 am nordwestlichen Rand der Altstadt.
Stilprägend ist die Verwendung von roten und schwarzen Ziegelsteinen, die in Rhombenform angeordnet sind, sowie Kalkstein. Dieser Kalkstein Pierre de Charly ou de Blet stammt von dem Steinbruch der beiden etwa 35 km südöstlich liegenden gleichnamigen Gemeinden Charly und Blet, der noch heute in Betrieb ist. Die hohe und dauerhafte Qualität des Baumaterials macht ihn für Reparatur- und Ausbesserungsarbeiten an zahlreichen historischen Gebäuden unentbehrlich. Die Medaillons aus Marmor, die im Innenhof zu sehen sind, und die rocailleartigen Verzierungen der Gauben werden heute als ein Zugeständnis an den italienischen Zeitgeschmack gedeutet. Im Gebäudeinneren setzt sich diese aufwändige Dekoration fort.
Sprossenfenster, Dachreiter, Wasserspeier usw. sind reich verzierte, florale Schmiedewerk- oder Blech-Arbeiten. Die Schornsteine sind hochwertige Steinmetzarbeiten.

### Eigentümer
Das Gebäude wurde im frühen 16. Jahrhundert für den florentinischen Kaufmann Durant Salvi errichtet, der hochwertigen Tuchhandel – auch an das Königshaus – betrieb. Heute wird das Gebäude mehrheitlich dem Architekten Guillaume Pellevoysin (1477–1534) zugeschrieben. 1585 erwarb Jacques Cujas dieses Anwesen, der bereits seit 1555 in Bourges weilte, sich 1558 für ein Jahr in Valence aufhielt und erst fünf Jahre vor seinem Tod hier einzog.
Später zog hier die Ordensgemeinschaft der Ursulinen ein und nach deren Auflösung am Ende der Französischen Revolution kam es wieder in private Hand. 1829 kaufte es die Stadt Bourges als Sitz für die Gendarmerie und seit 1878 ist es Kulturstätte. Seither ist es im Besitz der Gemeinde. 1862 wurde es zum Kulturdenkmal erklärt.

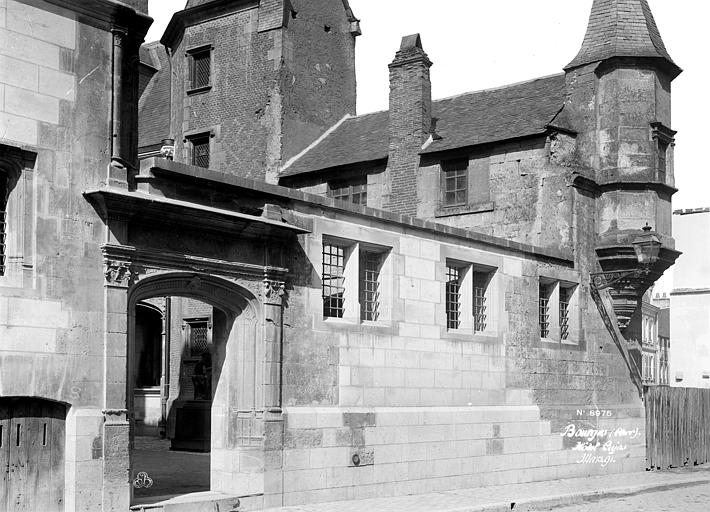
Außenansicht von der Rue des Arènes. Foto von Jean-Eugène Durand (1845–1926)
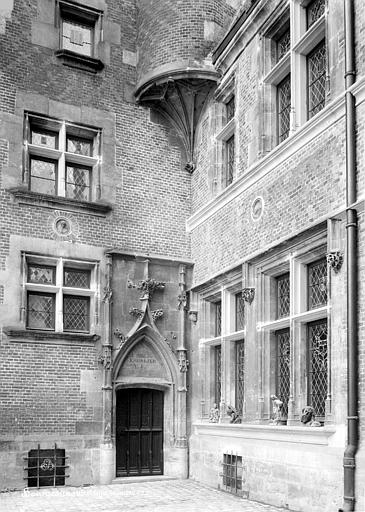
Eingangstür im Innenhof
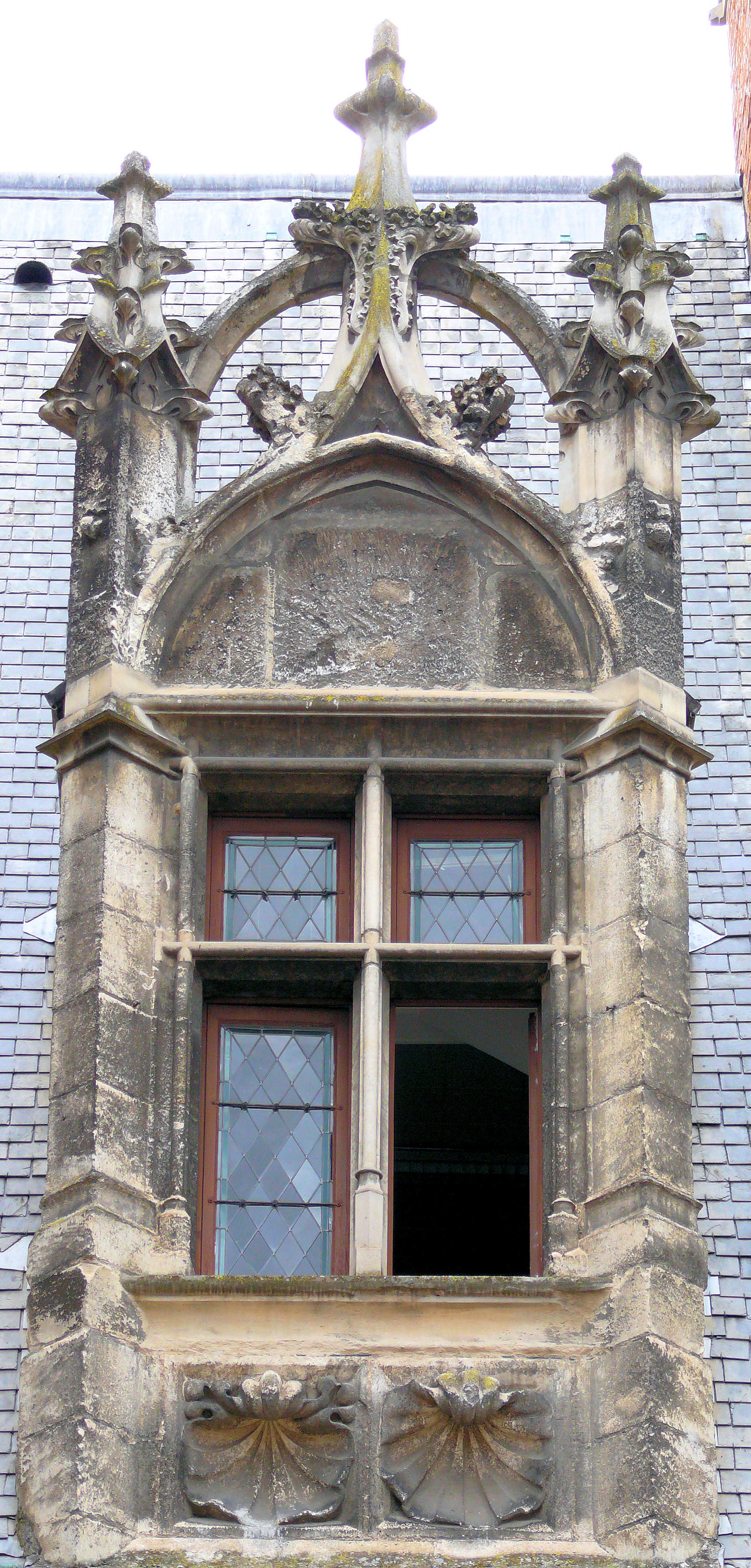
Details an einem Dachfenster
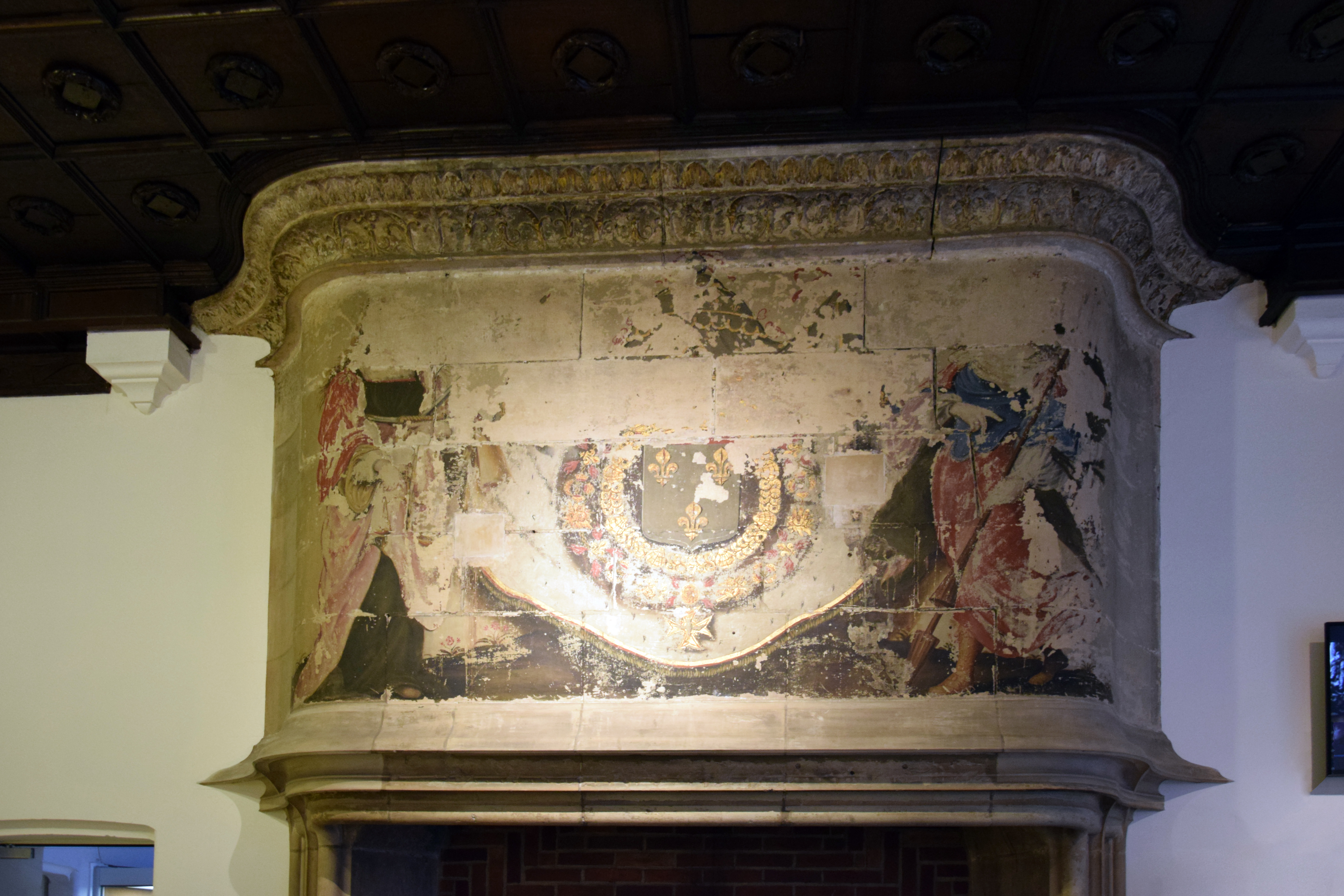
Fresko über einem Kamin